# Star Shopping
Singles de Lil Peep
I've Been Waiting
(2019) Falling Down (Travis Barker Remix)
(2019)
Star Shopping est une chanson du rappeur américain Lil Peep. Elle est publiée pour la première fois sur SoundCloud en 2015 et officiellement publié sur les services de streaming le 19 avril 2019. Produite par Kryptik, la chanson contient un extrait de "Never Mess With Sunday" de Yppah.

## Histoire
Lil Peep s'est lié d'amitié avec Kryptik et a acheté le beat, intitulé "star shopping", sur Traktrain. Le 16 août 2015, après son retour d'un voyage à Cambridge, dans le Massachusetts, pour l'anniversaire de son grand-père la veille,, Peep a eu une longue dispute avec sa petite amie Emma Harris par SMS. Il compose ensuite « Star Shopping », une chanson sur lui et Emma, en écrivant les paroles dans l'application Notes sur son téléphone ce jour-là. Sa mère Liza Womack écrit dans une déclaration relative à la réédition de la chanson : « La chanson n'a pas été mise en ligne sur SoundCloud avant décembre de cette année-là. C'était la grande chanson de Gus, car il a obtenu de nombreuses vues et likes tout de suite - 20 000 en 24 heures et plus de cent mille en une semaine. Il était très excité à ce sujet. » La chanson a été initialement supprimée de la plupart des plateformes de streaming en raison de problèmes d'autorisation d'échantillons. Elle est republiée sur les services de streaming le 19 avril 2019, deux ans après la mort de Lil Peep, via son label éponyme,.

## Composition
La chanson contient des accords de guitare acoustique et des voix en écho,, tandis que les paroles se concentrent sur une relation compliquée. Peep commence la chanson en disant à sa petite amie « d'attendre ici » et chante à propos de sa forte affection pour elle, ainsi que du fait qu'il travaille pour devenir « important » pour elle,.

## Accueil critique
Rhian Daly de NME considère « Star Shopping » comme l'une des meilleures chansons de Lil Peep, la décrivant comme « obsédante » et la voix de Lil Peep comme « résonnant comme s'il regardait le ciel nocturne depuis un point de vue caverneux ».